# Лучное
Лучное (бел. Лучное) — деревня в Червенском районе Минской области. Входит в состав Червенского сельсовета. До 30 октября 2009 г. входила в состав Гребенецкого сельсовета.

## Географическое положение
Находится примерно в 14 км к югу от райцентра, в 71 км от Минска и в 24 км от железнодорожной станции Пуховичи.

## История
На 1870 год деревня в составе Клинокской волости Игуменского уезда Минской губернии, где насчитывалось 66 душ мужского пола. Согласно переписи населения 1897 года здесь было 30 дворов, проживали 172 человека, функционировал еврейский молитвенный дом. На 1908 год застенок, где насчитывалось 23 двора и 139 жителей. На 1917 год деревня, в которой было 39 дворов, жили 203 человека. С февраля по декабрь 1918 года деревня была оккупирована немецкими войсками, с августа 1919 по июль 1920 — польскими. В 1922 году была открыта рабочая школа 1-й ступени, насчитывавшая 45 учеников. 20 августа 1924 года деревня вошла в состав вновь образованного Гребенецкого сельсовета Червенского района (с 20 февраля 1938 — Минской области. Согласно Переписи населения СССР 1926 года в деревне насчитывалось 33 дома, проживал 151 человек. В 1929 году в деревне был организован колхоз имени Молотова, также был открыт поташный завод. Во время Великой Отечественной войны деревня оккупирована немцами в начале июля 1941 года. В лесах в районе Лучного действовали партизанские бригады «Красный флаг» (Чырвоны сцяг), 1-я Минская и бригада имени газеты «Правда». 3 жителя деревни не вернулись с фронта. Освобождена в начале июля 1944 года. На 1960 год население деревни составило 73 человека. В 1980-е годы она относилась к колхозу «Большевик». В 1997 году здесь было 3 жилых дома и 3 постоянных жителя. 30 октября 2009 года в связи с упразднением Гребенецкого сельсовета передана в Червенский сельсовет. На 2013 год 1 круглогодично обитаемый дом, 2 жителя.

## Население
- 1858 — 8 семейств евреев-земледельцев, в том числе 28 мужчин и 40 женщин[3]
- 1870 — 66 мужчин
- 1897 — 30 дворов, 172 жителя
- 1908 — 23 двора, 139 жителей
- 1917 — 39 дворов, 203 жителя
- 1926 — 33 двора, 151 житель
- 1960 — 73 жителя
- 1997 — 3 двора, 3 жителя
- 2013 — 1 двор, 2 жителя
- 2016 — 6 домов (всего), 1 житель

На 2016 год в деревне 6 домов, 1 постоянный житель. Остальные дома заняты дачниками.